# Vérkhnie Alnaixi
|  | No s'ha de confondre amb Alnaixi. |

Vérkhnie Alnaixi (en rus: Верхние Алнаши) és un poble d'Udmúrtia, a Rússia, el 2008 tenia 58 habitants. Pertany al raion d'Alnaixi.